# Domnall Donn
Domnall Donn (... – 696) fu re di Dál Riata (odierna Scozia occidentale).

## Biografia
Era figlio di Conall Crandomna. La sua morte viene riportata dagli Annali dell'Ulster, anche se non riporta il suo titolo. Viene menzionato come sovrano dal Duan Albanach e avrebbe regnato insieme al fratello Máel Dúin mac Conaill. Non si sa, però, se abbia regnato su Dál Riata o solo sul Cenél nGabráin nel Kintyre.